# Stefanos Kotsolis
Stefanos Kotsolis (grekiska: Στέφανος Κοτσόλης), född den 5 juni 1979 i Aten, är en grekisk före detta fotbollsspelare. Han spelade som målvakt för Panathinaikos i Grekiska Superligan.